# فناوری خط دروازه

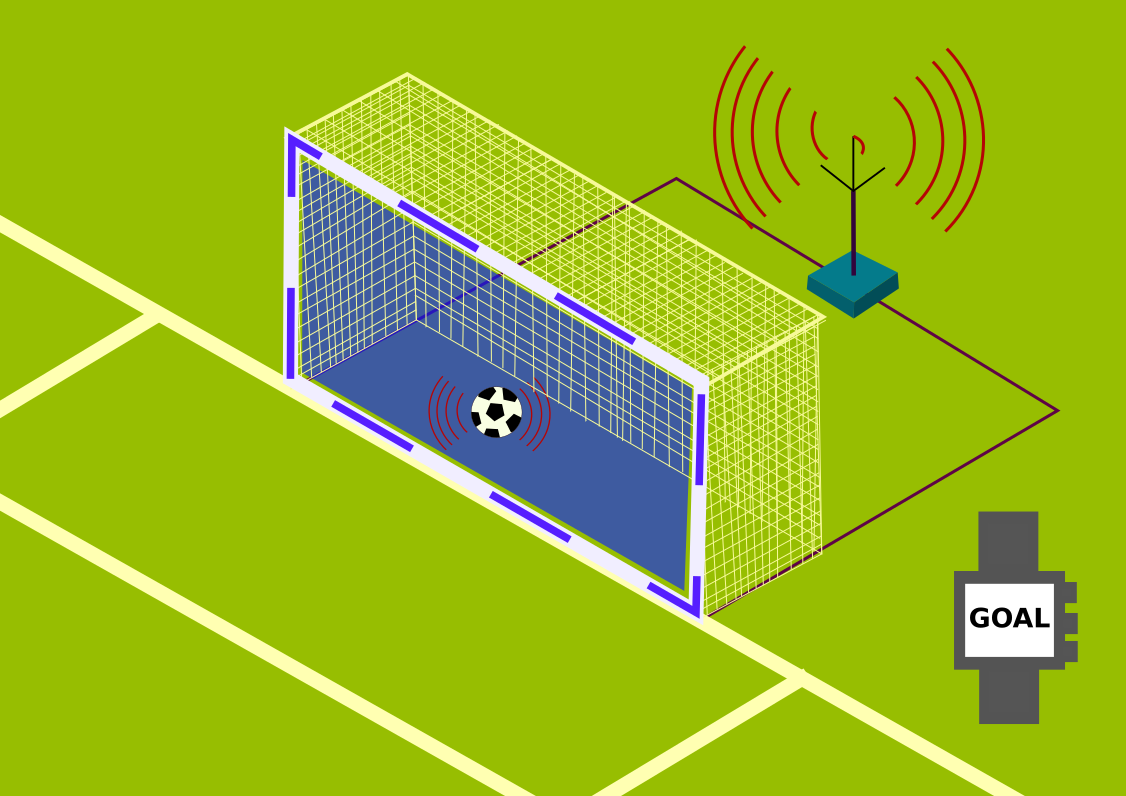
فناوری خط دروازه

در فوتبال، فناوری خط دروازه مکانیزمی الکترونیکی برای تشخیص عبور کامل توپ از خط دروازه است که با کمک دوربین ها و سنسورهای مخصوصی جهت کمک به داوران استفاده می‌شود. فیفا در ابتدا مخالف استفاده از این فناوری بود تا اینکه به دلیل خطاهای سرنوشت ساز داوری در لیگ برتر فوتبال انگلستان، جام جهانی فوتبال ۲۰۱۰ و جام ملت‌های اروپا ۲۰۱۲، فیفا تصمیم به استفاده از این تکنولوژی گرفت و در نهایت در ۵ ژوئیه ۲۰۱۲ فیفا به طور رسمی تایید کرد که قصد استفاده از این فناوری را دارد.